# Lijst van voetbalinterlands Antigua en Barbuda - Curaçao (vrouwen)
Deze lijst van voetbalinterlands is een overzicht van alle officiële voetbalinterlands tussen de nationale vrouwenteams van Antigua en Barbuda en Curaçao. De landen hebben tot nu toe twee keer tegen elkaar gespeeld.

## Wedstrijden
| № | Plaats       | Datum         | Competitie                                | Wedstrijd                    | Uitslag |
| - | ------------ | ------------- | ----------------------------------------- | ---------------------------- | ------- |
| 1 | Saint John's | 27 april 2018 | Vriendschappelijk                         | Antigua en Barbuda − Curaçao | 2 − 1   |
| 2 | Saint John's | 25 mei 2018   | CONCACAF W Championship 2018 kwalificatie | Antigua en Barbuda − Curaçao | 3 − 0   |

## Samenvatting
| Competitie                           | Totaal gespeeld | Winst Antigua en Barbuda | Gelijk | Winst Curaçao | Doelsaldo Antigua en Barbuda – Curaçao |
| ------------------------------------ | --------------- | ------------------------ | ------ | ------------- | -------------------------------------- |
| CONCACAF W Championship kwalificatie | 1               | 1                        | 0      | 0             | 3 − 0                                  |
| Vriendschappelijk                    | 1               | 1                        | 0      | 0             | 2 − 1                                  |
| Totaal                               | 2               | 2                        | 0      | 0             | 5 − 1                                  |